# Caloptilia peltophanes
Caloptilia peltophanes là một loài bướm đêm thuộc họ Gracillariidae. Nó được tìm thấy ở Queensland.